# Nowdeshah
Nowdeshah (in curdo Nodşe‎; farsi نودشه) è una città dello shahrestān di Paveh, circoscrizione di Nowsud, nella provincia di Kermanshah. Aveva, nel 2006, una popolazione di 3.548 abitanti.